# Der magische Fahrstuhl
Der magische Fahrstuhl ist ein Film von Jimmy Kaufmann aus dem Jahr 1999, in dem die 14-jährige Susan Shawson mittels eines Fahrstuhls in einem Hochhaus in das Jahr 1881 reist und dort auf Victoria Walker und ihre Familie trifft. Der Film basiert auf einem Roman von Edward Ormondroyd.

## Handlung
Die theaterbegeisterte Susan Shawson wohnt mit ihrem Vater in einem Hochhaus in Philadelphia, USA. Ihre verstorbene Mutter war Schauspielerin. In ihrer Freizeit besucht sie gerne den blinden Nachbarn Mr. Reynolds. Eines Tages findet sie in seinen Sachen ein merkwürdiges Artefakt, das aussieht wie das Ziffernbrett eines Fahrstuhls. Er bittet sie, dieses in den Keller zu bringen. Im Fahrstuhl stellt sie fest, dass sich dieser nur durch ein Schlüsselloch vom Ziffernbrett von Mr. Reynolds unterscheidet. Durch einen Zufall findet sie einige Zeit später heraus, dass am Schlüsselbund von Mr. Reynolds ein passender Schlüssel für das Loch ist. Unbeabsichtigt gelangt sie nach Eingabe der Tastenkombination 1-8-8-1 in das Jahr 1881.
Im Jahr 1881 lernt sie Victoria Walker kennen, die in einem Herrenhaus wohnt, dass sich einst anstelle ihres Hochhauses befand. Nachdem Victoria ihr zu Anfang nicht glaubt, erzählt Susan ihr, dass der damalige Präsident James Garfield durch ein Attentat sterben wird. Als am nächsten Tag in der Zeitung von dessen Ermordung berichtet wird, glaubt sie ihr. Unterdessen wird Susan in ihrer Zeit vermisst, sodass ihr Vater Detectiv Gagin beauftragt, sie zu suchen. Kurzzeitig kehrt Susan zurück, wo ihr niemand glauben möchte, sodass sie nun einen Fotoapparat mit in die Vergangenheit nimmt.
Von Victoria erfährt sie von den finanziellen Missständen der Familie Walker, da sich ihr verstorbener Vater verspekuliert hat. Zudem stellt sie fest, dass Victorias Mutter ihrer verstorbenen Mutter ähnelt. Victorias Mutter überlegt zudem, sich mit Cyrus Sweeney, der die Familie öfters besucht, zu verloben. Victoria und ihr Bruder Robert können ihn jedoch nicht leiden. Als sie ihm mit Susans Hilfe von den finanziellen Problemen der Familie berichten, zeigt dieser sein wahres Gesicht und macht sich aus dem Staub. Nun will Susan Victoria helfen, die Missstände zu lösen und nimmt sie mit in die Zukunft, um dort nach Aktienkursen aus der Zeit um 1881 zu recherchieren. Dort finden sie heraus, dass sie für eine andere Aktie spekulieren müssen. Zudem kaufen sie sich eine Polaroidkamera. Da Victoria gut die Schrift ihre Mutter nachmachen kann, reisen sie in das Jahr 1879, wo sie dem Bänker Mr. Branscomb einen Brief überreichen, in dem die Walkers auf genau die Aktie spekulieren. Zurück im Jahr 1881 hat sich der finanzielle Stand der Familie radikal geändert.
Danach kehrt Susan zurück in ihre Zeit, verspricht aber zurück zu ihrer neuen Freundin Victoria zu kommen. Mit Hilfe ihrer Fotos und der Münzen eines im Bürgerkrieg vergrabenen Münzschatzes kann sie ihren Vater davon überzeugen, mit ihr in die Vergangenheit zu reisen. Detective Gagin sucht in der Gegenwart nun beide und vermutet anhand der Indizien, dass sie in der Vergangenheit sein könnten, und erzählt dies dem interessierten Schriftsteller Edward Ormondroyd, der auch im Hochhaus lebt. Dieser geht in ein Museum und bekommt dort ein altes Buch ausgehändigt, in dem sich ein Bild befindet, dass das alte Herrenhaus zeigt, vor dem Susan und ihr Vater zusammen mit den Walkers stehen, wobei Susans Vater ein Baby im Arm hält....

## Kritik
Die Redaktion der Filmzeitschrift Cinema findet die Geschichte „fad“.

## Hintergrund
Der Film wurde in Montréal und Rougemont in Québec, Kanada gedreht.